# Jakob Villinger von Schönenberg

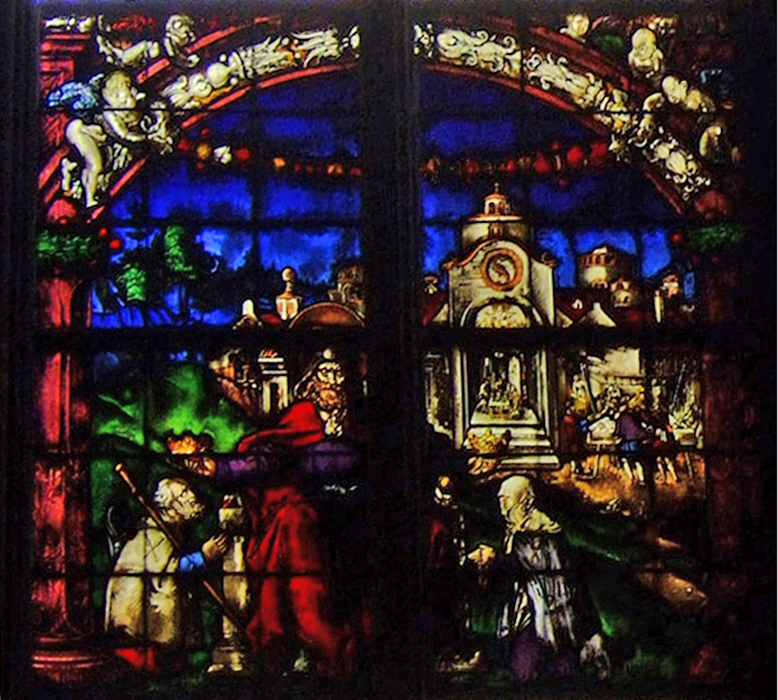
Glasfenster im Chorumgang des Freiburger Münsters gestiftet von: Jakob Villinger von Schönenberg Rö[misch] key[serlicher] Maj[estät] Schatzmeister in T[e]utschen Landen und Ursula Adlerin sin ehlich husfrow in dem jor do man zalt nach Christi gepurt 1524. Die Stifterfiguren knien an der Seite des Apostels Jakobus

Jakob Villinger von Schönenberg (* 1480 wahrscheinlich in Schlettstadt; † 1529) war seit 1510 Schatzmeister Maximilians I.
Aus einfachen Verhältnissen stammend besuchte Jakob Villinger von Schönenberg die damals berühmte Lateinschule Schlettstadt. Ab 1501 arbeitete er in der königlichen Finanzkammer zunächst als Registrator und Buchhalter.  Unter dem Kanzler Konrad Stürtzel nahm er als Reichspfennigmeister an den Verhandlungen mit den nicht zahlungswilligen Schweizern teil. Wegen seiner Verdienste adelte ihn der König 1504 mit dem Titel von Schönenberg. Im Jahre 1508 übernahm er als Kammermeister die königliche Finanzkammer und hatte ab 1510 eine eigene Kanzlei mit einem Jahresgehalt von 2000 Gulden.

## Villinger als Finanzstratege
Mit großen Vollmachten ausgestattet, bestellte ihn der Kaiser 1512 zum Reichsschatzmeister. In diesem Amt entwickelte sich Villinger zum großen Geldbeschaffer Maximilians, dem er 1515 den Wiener Fürstentag, 1516 die geplante „große Mailänder Offensive“ zur Rückgewinnung des an Frankreich verlorenen Sforza-Erbes, den Augsburger Reichstag von 1518 und die Vorbereitungen zur Königswahl seines Enkels Karls V. finanzieren musste. Dazu verpfändete der Reichsschatzmeister wie schon seine Vorgänger Monopole, Bergwerke und Grundbesitz und nahm nach längerem Streuben sogar die Finanzhilfen Jakob Fuggers „des Reichen“ in Anspruch. Häufig finanzierte Villinger Staatsausgaben auch aus seiner eigenen Tasche. So beliefen sich seine Forderungen beim Tode Maximilians im Jahre 1519 gegenüber dem Kaiser und der Hofkammer auf 189.554 Gulden, so dass er befürchtete, „in Grund und Boden zu verderben“.

## Villingers Beziehungen zu Freiburg
Der Freiburger Stadtrat lernte Villinger wohl kurz nach seinem Dienstantritt in der königlichen Finanzkammer kennen, als er sich um die Rückzahlung von 9000 Gulden kümmerte, Schulden, die das Königspaar bei seinen Aufenthalt während des Reichstags 1498/99 bei den Bürgern gemacht hatte. Seit 1506 besaß Villinger in der Freiburger Barfüßergasse (heute Franziskanergasse) ein Haus. Wegen seiner Heiratsabsichten mit Afra Spilman, einer Freiburger Bürgerstochter, bemühte er sich, die Talvogtei in Kirchzarten zu erwerben, doch der Stadtrat lehnte sein Gesuch ab und auch die geplante Heirat zerschlug sich.
Als Villinger 1511 das Freiburger Bürgerrecht erhalten hatte, richtete er ein Gesuch an den Stadtrat aus seinem „haws zu Freyburg in der parfueßer gassen einen namlichen paw zu vollbringen“. Nachdem Ludwig Villinger, womöglich ein Bruder Jakobs, die Nachbargebäude 1514 erworben und sie im Hinblick auf die Errichtung „des namhaften Bau“ hatte abreißen lassen, erteilte der Stadtrat allerdings erst 1516 die Baugenehmigung. So konnte Villinger 1517 das an Stelle der ursprünglichen Häuser errichtete Haus zum Walfisch beziehen. Im selben Jahr erlaubte ihm der Stadtrat, seinen Grundbesitz um weitere Hofstätten in der Gauchstraße an der Rückseite des Hauses zum Walfisch zu erweitern mit der Auflage, gegenüber der Schiffstraße wieder „husliche wonungen“ zu bauen. Auf dem übrigen Grund dürfe er einen „lustgarten“ errichten.
Auch nach seiner Übersiedlung nach Augsburg im Jahre 1512, wo er in die angesehene Kaufmannsfamilie Adler einheiratete, ein Haus kaufte und in die Kaufleutezunft eintrat, setzte sich Villinger weiter für Freiburg ein, als der, „der sich fur (vor) all ander, uff die wir ye zu zitten unnser hoffnung gesetzt hetten, getrüwlich und gutwilligklich bewist und sich sonderlich allweg ein Fryburger ernempt (genannt) und für und für zuo pliben erbotten hat“. So stiftete Villinger zusammen mit dem Ritter Wilhelm Böcklin von Böcklinsau, späterer Dompropst in Magdeburg, 1524 eine Kapelle im Chorumgang des Freiburger Münsters.